# Grandru (Belgique)
Grandru est un hameau du village de Hompré dans la province de Luxembourg, en Belgique. Avec Hompré il fait aujourd'hui administrativement partie de la commune de Vaux-sur-Sûre  située en Région wallonne. Avant la fusion des communes de 1977, Grandru faisait partie de la commune de Hompré.

## Situation et description
Grandru, localité de la forêt ardennaise compte deux douzaines d'habitations. Elle est implantée dans un vallon arrosé par le ruisseau de Grandru, un affluent de la Strange. Il se situe entre les localités de Hompré et Chaumont qui est la prolongation sud du hameau.
Étonnamment, le centre du hameau est occupé par le petit cimetière entouré de murs de pierre.

## Patrimoine
- La chapelle dédiée à saint Monon a été construite aux alentours de 1914 en moellons de grès rose, matériau rarement utilisé dans la région. Elle possède un clocheton à cheval en retrait du pignon[1].
- Un petit cimetière se trouve au centre du hameau.
- Plusieurs anciennes fermes bâties en pierre de grès schisteux jalonnent le hameau. Parmi celles-ci, la ferme située au n°3 (en face du cimetière) possède une gravure à la clé du linteau de la porte d'entrée avec le millésime datant la maison: 1759.